# Giovanni Francesco Ginetti
Giovanni Francesco Ginetti, född 12 december 1626 i Rom, död 18 september 1691 i Rom, var en italiensk kardinal och ärkebiskop.

## Biografi
Ginetti var ledamot av den Apostoliska signaturan samt Vatikanens skattmästare från 1673 till 1681.
År 1681 utsåg påve Innocentius XI Ginetti till kardinaldiakon med Santa Maria della Scala som titeldiakonia. Ginetti utnämndes 1684 till ärkebiskop av Fermo och biskopsvigdes av kardinal Alderano Cibo i basilikan Sant'Andrea della Valle den 11 juni samma år. Ginetti deltog i konklaven 1689, vilken valde Alexander VIII till ny påve.
Kardinal Ginetti har fått sitt sista vilorum i Cappella Ginetti i Sant'Andrea della Valle.